# 杨子 (乒乓球运动员)
杨子（1984年6月19日—），原籍中华人民共和国北京市，新加坡男子乒乓球运动员，其父为前北京国安足球俱乐部经理人杨祖武。

## 生涯
杨子早期曾是北京乒乓球队选手，2003年加入新加坡国家队，曾夺得英联邦运动会乒乓球男子单打、男子团体和混合双打冠军。2012年亚洲乒乓球锦标赛，杨子与高宁合作，代表新加坡夺得男子双打冠军。